# Thomas Muster
Thomas Muster (Leibnitz, 2 ottobre 1967) è un allenatore di tennis ed ex tennista austriaco, ex numero 1 del ranking mondiale.
Considerato il più grande giocatore austriaco di sempre, nella sua carriera ha vinto un titolo del Grande Slam, il Roland Garros 1995, 44 tornei ATP in singolare, di cui 8 della Master Series, ed uno in doppio. È stato numero 1 del mondo in due occasioni: la prima, per appena una settimana, dal 12 al 18 febbraio 1996 e la seconda, dopo un intervallo di tre settimane di Pete Sampras, per cinque settimane, dall'11 marzo al 14 aprile 1996. 
Dal 1990, primo anno dell’ATP Tour, detiene il record per il maggior numero di titoli vinti in singolare in un’unica stagione (12), record pareggiato da Roger Federer nel 2006. Detiene inoltre il record di titoli in singolare della categoria ATP International Series/ATP Tour 250 con 26 vittorie.
Suo è anche il record assoluto per la miglior percentuale di vittorie in finale tra tutti i giocatori che ne hanno raggiunte almeno 25 (80%, 44 vittorie e 11 sconfitte).
Dati i suoi numerosi successi sulla terra rossa, era soprannominato "The King of Clay" (il re della terra rossa).

## Biografia
Giocatore mancino specialista della terra rossa, la sua carriera fu caratterizzata da uno sfortunato evento: nel marzo 1989 si qualificò per la finale a Miami contro Ivan Lendl, ma la sera prima della finale, mentre prendeva la sua attrezzatura dalla macchina, venne investito da un guidatore in stato di ebbrezza. Il suo ginocchio fu seriamente compromesso e secondo alcuni dottori Muster non avrebbe più potuto giocare a tennis a livelli agonistici. Nonostante questo, dopo cinque mesi e mezzo, tornò a giocare. Per velocizzare il recupero incaricò un falegname austriaco di costruire una speciale sedia che gli consentisse di giocare a tennis da seduto, senza quindi che la gamba toccasse terra, per poter allenare almeno il busto durante la riabilitazione. 
Muster ottiene i primi punti ATP nel torneo di casa di Kitzbuhel nel 1984, dove perde al 2t da Henri Leconte. Alla fine dell'anno successivo è già nei top100. Nel 1986 gioca e vince la sua prima finale ATP a Hilversum sullo svizzero Hlasek. Chiude l'anno al n. 47 del mondo. Nel 1987 il miglior risultato è la semifinale a Vienna ed infatti scende di qualche posizione rispetto all'anno precedente, al 56. 
La svolta avviene nel 1988 vincendo ben 4 titoli (Boston, Bordeaux, Praga, Bari) e raggiungendo altre 2 finali (Barcellona e Vienna, la prima sul veloce), risultati che lo portano al n. 16 della classifica. 
Inizia alla grande il 1989 col primo risultato di rilievo nei tornei del Grande Slam. Agli Australian Open si arrende solo in semifinale ad Ivan Lendl in 4 set. A Miami un paio di mesi più tardi raggiunge la finale, dopo aver battuto in semifinale Yannick Noah per 6-2 al quinto. Finale che non può giocare per l'incidente citato sopra. Si rivede 6 mesi più tardi a Barcellona, sconfitto nei quarti dal connazionale Horst Skoff, col quale diede vita in quegli anni ad un'accesa rivalità in campo e fuori. Si ferma poi in semifinale a Vienna, chiudendo l'anno al n. 21 ATP, dopo essere stato n. 7 prima dell'incidente, 

Muster vincitore degli Internazionali d'Italia 1990

Inizia il 1990 con una discesa di ulteriori 13 posizioni in classifica a seguito del cambiamento del sistema di punteggio, che passa dalla media punti alla somma dei migliori punteggi, penalizzandolo ovviamente per via dei 6 mesi persi. 
Vince comunque ad Adelaide il primo titolo sul veloce mentre agli Australian Open perde al 3t. Decide di saltare Key Biscayne e spostarsi già sulla terra vincendo in serie il challenger del Cairo, l'ATP di Casablanca e un altro challenger ad Agadir. A Montecarlo si arrampica fino alla finale, cedendo nettamente ad Andrei Chesnokov, con cui si prende la rivincita nella finale di Roma. Altri risultati di rilievo sono la finale a Monaco e la semifinale al Roland Garros. Nella seconda parte dell'anno torna a giocare sul cemento direttamente agli Us Open, dove ottiene un buon 4t battuto dal futuro vincitore Pete Sampras. Gli ottimi risultati gli consentono di qualificarsi per il Masters di fine anno, dove perde da Becker e Lendl e batte Gómez, che lo aveva sconfitto al Roland Garros, e per la prima edizione della Grand Slam Cup, dove esce contro Leconte. Chiude l'anno al n. 7, dopo essere stato anche n. 6 a settembre. 
Il 1991 inizia invece molto male, dopo aver saltato la trasferta australiana, inanella una serie di sconfitte al 1t e vince il primo match dell'anno solo a Roma. Esce addirittura dal primi 100 dopo aver perso al 1t del Roland Garros in 5 set contro Sampras, ma vi rientra la settimana successiva con la vittoria nell'ATP di Firenze. Seguono le semifinali a Genova, Praga e Atene e la vittoria a Ginevra che lo riportano al n. 35 del mondo. 
Nel 1992 si aggiudica il secondo Masters-ATP a Montecarlo in finale su Aaron Krickstein, mentre negli importanti appuntamenti di Roma e Parigi viene fermato subito dal n. 1 del mondo Jim Courier. Rivince poi a Firenze, raggiunge la finale a Stoccarda mentre alle Olimpiadi di Barcellona esce subito contro Henri Leconte. Vince il terzo titolo dell'anno ad Umago mentre a fine anno il miglior risultato è la semifinale sul cemento di Tel Aviv, chiudendo al n. 18. 
Inizia il 1993 con la finale a Sydney, la semifinale a Dubai e la vittoria a Città del Messico. A distanza di 4 anni dall'incidente torna a giocare il torneo di Key Biscayne, uscendo al 3t. Raggiunge poi le semifinali a Barcellona a Montecarlo e il 4t al Roland Garros, dove è ancora Courier a fermarlo, stavolta in 4 set. A Firenze è campione per il terzo anno di fila e stavolta vince anche il successivo Genova. In estate sono da segnalare la semifinale a Gstaad e altri 3 successi su terra uno dietro l'altro: Kitzbuhel, San Marino ed Umago. Si ripresenta agli Us Open e pur senza preparazione sulla superficie (aveva giocato la finale di Umago la domenica precedente) raggiunge per la prima volta i quarti di finale, sconfitto 7-5 al quinto dal russo Volkov. Chiude l'anno al n.9 ATP dopo aver vinto a Palermo il quinto torneo stagionale.
Agli Australian Open 1994 ottiene i quarti di finale mentre sulla terra i migliori risultati stagionali sono le vittorie a Città del Messico, Madrid e Saint Polten. Da segnalare anche i quarti di finale agli Us Open e le semifinali a Kitzbuhel, Tel Aviv e Vienna. A fine anno è n. 16. 

Muster vincitore degli Internazionali d'Italia 1995

Il 1995 è la sua miglior stagione in carriera. Si aggiudica infatti ben 12 tornei su 14 finali disputate, piazzando in primavera una striscia di ben 40 match vinti consecutivamente sulla terra battuta. Il primo successo arriva a Città del Messico, il terzo consecutivo in Messico, in finale sul brasiliano Meligeni. In Europa trionfa subito all'Estoril su Albert Costa e a Barcellona su Magnus Larsson. A Monte Carlo è costretto al ricovero in ospedale dopo il successo in semifinale su Andrea Gaudenzi, ma riesce il giorno successivo a vincere, in rimonta, la finale contro Boris Becker, 4-6 5-7 6-1 7-6 6-0, lasciando strascichi polemici nel tedesco che lo accusa di doping in conferenza stampa, affermazioni che gli costano una sanzione da parte dell'ATP. Agli Internazionali d'Italia è invece Sergi Bruguera, bi-campione in carica del Roland Garros, ad arrendersi nell'atto finale in 4 set. Arrivato al Roland Garros da grande favorito non fallisce, soffrendo solo nei quarti di finale contro Albert Costa, che cede 62 36 67 75 62. Negli ultimi due atti spazza via il russo Kafelnikov, che vincerà l'anno dopo, e Michael Chang 7-5 6-2 6-4, aggiudicandosi il primo torneo del Grande Slam in carriera. Vince anche il successivo Saint Polten ed è Alex Corretja ad estrometterlo al 1t del torneo di Gstaad fermando a 40 la striscia di vittorie consecutive sulla terra e a 35 in generale. Si rifà subito vincendo a Stoccarda mentre a Kitzbuhel Albert Costa lo sconfigge in finale per 6-4 al quinto. Vince ulteriori due tornei a San Marino e Umago mentre agli Us Open cede negli ottavi a Jim Courier. Vince l'undicesimo torneo nell'anno, l'ultimo sulla terra, a Bucarest mentre nella stagione indoor registra altre due finali, una persa a Vienna contro il belga Dewulf e l'altra vinta nel Masters-1000 di Essen, dove batte Washington in finale ma soprattutto Sampras in semifinale. Arrivato un po' scarico a fine anno perde tutti i match al Masters e al 1t della Grand Slam Cup, cosa che non intacca la stagione irripetibile, chiusa al n. 3 del mondo. 
Inizia il 1996 con la semifinale a Doha e gli ottavi agli Australian Open, dove cede a sorpresa allo svedese Tillström. Tuttavia il 12 febbraio 1996, non avendo difeso Sampras e Agassi i tanti punti in scadenza a Melbourne, diventa n. 1 del mondo. Mentre sul veloce subisce ben 7 sconfitte di fila (tra il match con Tillström e il torneo di Key Biscayne) sulla terra battuta torna a macinare vittorie: difende infatti tutti i titoli di Città del Messico, Estoril, Barcellona, Montecarlo e Roma, confermando i match più duri con lo spagnolo Albert Costa (piegato 6-3 5-7 4-6 6-3 6-2 nella finale di Montecarlo e 6-3 3-6 6-4 nella semifinale di Roma). Rispetto al 1995 gioca ulteriori 2 eventi, Monaco dove cede in semifinale a Carlos Moya, e nel torneo di casa di Saint Polten, anticipato di qualche settimana, dove non scende in campo nei quarti di finale contro Gaudenzi. È ancora nettamente favorito al Roland Garros ma stavolta si fa sorprendere agli ottavi dal tedesco Michael Stich. Gioca a sorpresa i tornei di preparazione per Wimbledon, ottenendo anche una buona semifinale al Queen's, ma poi dà forfeit a Londra, dove rimarrà quella del 1994 la sua ultima partecipazione. Nella seconda parte di stagione vince a Stoccarda e a seguito dell'introduzione della regola secondo cui i top10 della stagione precedente sono iscritti d'ufficio ai Masters-1000 deve rinunciare ai successivi eventi su terra, dovendo giocare Cincinnati, dove ottiene un'ottima semifinale, e Toronto. Agli Us Open raggiunge i quarti di finale, sconfitto da Agassi e successivamente si aggiudica il settimo torneo stagionale a Bogotà. Al Masters esce nel girone, ma stavolta vincendo un match (contro Chang) e chiude un'altra eccellente annata al n. 5 ATP. 
Gioca molto bene anche all'inizio del 1997 con una serie continua di ottimi risultati anche sul cemento: semifinale agli Australian Open, vittoria a Dubai e semifinale a Indian Wells. A Key Biscayne torna in finale dopo 8 anni e stavolta può giocare la finale, dominando Sergi Bruguera 7-6 6-3 6-1 e tornando al n. 2 del mondo. L'inizio della stagione sull'amata terra fa registrare un drastico calo di rendimento dell'austriaco, che esce presto nei principali tornei che aveva dominato nelle ultime 2 annate. Al Roland Garros esce al 3t contro il giovane Guga Kuerten, n. 66 ATP, per 6-4 al quinto set, che clamorosamente si aggiudicherà poi il torneo. Gioca male su terra anche in estate ma a Cincinnati torna a giocare una finale, persa contro Sampras. A fine anno gioca la semifinale a Ostrava e i quarti a Bercy e chiude l'anno anomalo, in cui vince di più sul veloce che sulla terra, al n. 9. 
Il calo atletico è confermato anche nel 1998 ed in sostanza si rivedrà il Muster d'annata sempre più saltuariamente. I migliori risultati sono la semifinale a Indian Wells, la finale all'Estoril, i quarti ad Amburgo e al Roland Garros e la semifinale di Maiorca. A fine anno è n. 25. 
Nel 1999 dopo la semifinale a Sydney, inanella una serie di sconfitte che lo portano a decidere per il ritiro al termine del Roland Garros, dove perde contro il colombiano Lapentti per 2-6 6-1 6-2 7-6. 
Divenuto capitano della nazionale austriaca in Coppa Davis, ritorna a giocare nel 2003 nel campionato Seniores e a sorpresa nel 2010, a 43 anni, nel circuito challenger ottenendo una sola vittoria, contro lo sloveno Borut Pic nel challenger di Lubiana, a fronte di otto sconfitte.
Nel 2011 ottiene un'altra sola vittoria, nel challenger di Todi contro Leonardo Mayer, a fronte di quattordici sconfitte. Al termine dell'anno decide di chiudere definitivamente la sua carriera.

## Curiosità
- Muster è l'unico tennista numero 1 del mondo a possedere il più basso risultato in una prova del Grande Slam, non essendo mai andato oltre il primo turno a Wimbledon, giocato per altro solo 4 volte e senza mai alcuna specifica preparazione su erba. Nel 1996 dopo aver ottenuto la sua prima ed unica semifinale sull'erba del Queen's, si ritirò a tabellone compilato dal torneo di Wimbledon, forse in polemica con gli organizzatori che lo avevano piazzato testa di serie n. 7 pur essendo n. 2 del mondo (è stata usanza per molti anni per gli organizzatori londinesi modificare le teste di serie tenendo conto della specificità della superficie). Al suo posto fu spostato l'olandese Krajicek, che da virtuale testa di serie n. 17, finì per vincere il torneo. Curiosamente anche nelle stagioni successive, fino al ritiro, Muster continuò a giocare i tornei su erba preparatori ma a saltare sistematicamente Wimbledon.

## Statistiche

### Singolare

#### Vittorie (44)
| Legenda                                        |
| Grande Slam (1)                                |
| Tennis Masters Cup / ATP World Tour Finals (0) |
| ATP Super 9 (8)                                |
| ATP Championship Series (4)                    |
| ATP World Series (31)                          |

| Numero | Data              | Torneo                                             | Superficie  | Avversario in finale   | Punteggio                  |
| 1.     | 3 agosto 1986     | Dutch Open, Hilversum                              | Terra rossa | Jakob Hlasek           | 6-1, 6-3, 6-3              |
| 2.     | 10 luglio 1988    | U.S. Pro Tennis Championships, Boston              | Terra rossa | Lawson Duncan          | 6-2, 6-2                   |
| 3.     | 31 luglio 1988    | ATP Bordeaux, Bordeaux                             | Terra rossa | Ronald Agénor          | 6-3, 6-3                   |
| 4.     | 14 agosto 1988    | ATP Praga, Praga                                   | Terra rossa | Guillermo Pérez Roldán | 6-4, 5-7, 6-2              |
| 5.     | 25 settembre 1988 | Grand Prix Bari, Bari                              | Terra rossa | Marcelo Filippini      | 2-6, 6-1, 7-5              |
| 6.     | 7 gennaio 1990    | Australian Men's Hardcourt Championships, Adelaide | Cemento     | Jimmy Arias            | 3-6, 6-2, 7-5              |
| 7.     | 11 marzo 1990     | Grand Prix Hassan II, Casablanca                   | Terra rossa | Guillermo Pérez Roldán | 6-1, 6-7, 6-2              |
| 8.     | 20 maggio 1990    | Internazionali d'Italia, Roma (1)                  | Terra rossa | Andrej Česnokov        | 6-1, 6-3, 6-1              |
| 9.     | 16 giugno 1991    | ATP Firenze, Firenze (1)                           | Terra rossa | Horst Skoff            | 6-2, 6(2)–7, 6-4           |
| 10.    | 15 settembre 1991 | Geneva Open, Ginevra                               | Terra rossa | Horst Skoff            | 6-2, 6-4                   |
| 11.    | 26 aprile 1992    | Monte Carlo Masters, Monte Carlo (1)               | Terra rossa | Aaron Krickstein       | 6-3, 6-1, 6-3              |
| 12.    | 14 giugno 1992    | ATP Firenze, Firenze (2)                           | Terra rossa | Renzo Furlan           | 6-3, 1-6, 6-1              |
| 13.    | 30 agosto 1992    | Croatia Open Umag, Umago (1)                       | Terra rossa | Franco Davín           | 6-1, 4-6, 6-4              |
| 14.    | 28 febbraio 1993  | Abierto Mexicano de Tenis, Città del Messico (1)   | Terra rossa | Carlos Costa           | 6-2, 6-4                   |
| 15.    | 13 giugno 1993    | ATP Firenze, Firenze (3)                           | Terra rossa | Jordi Burillo          | 6-1, 7-5                   |
| 16.    | 20 giugno 1993    | ATP Genova, Genova                                 | Terra rossa | Magnus Gustafsson      | 7–6(3), 6-4                |
| 17.    | 8 agosto 1993     | Austrian Open, Kitzbühel                           | Terra rossa | Javier Sánchez         | 6-3, 7-5, 6-4              |
| 18.    | 15 agosto 1993    | San Marino Open, San Marino (1)                    | Terra rossa | Renzo Furlan           | 7-5, 7-5                   |
| 19.    | 29 agosto 1993    | Croatia Open Umag, Umago (2)                       | Terra rossa | Alberto Berasategui    | 7-5, 3-6, 6-3              |
| 20.    | 3 ottobre 1993    | Campionati Internazionali di Sicilia, Palermo      | Terra rossa | Sergi Bruguera         | 7–6(2), 7-5                |
| 21.    | 27 febbraio 1994  | Abierto Mexicano de Tenis, Città del Messico (2)   | Terra rossa | Roberto Jabali         | 6-3, 6-1                   |
| 22.    | 1º maggio 1994    | Madrid Tennis Grand Prix, Madrid                   | Terra rossa | Sergi Bruguera         | 6-2, 3-6, 6-4, 7-5         |
| 23.    | 20 giugno 1994    | ATP St. Pölten, St. Pölten (1)                     | Terra rossa | Tomás Carbonell        | 4-6, 6-2, 6-4              |
| 24.    | 5 marzo 1995      | Abierto Mexicano de Tenis, Città del Messico (3)   | Terra rossa | Fernando Meligeni      | 7–6(4), 7-5                |
| 25.    | 9 aprile 1995     | Portugal Open, Estoril (1)                         | Terra rossa | Albert Costa           | 6-4, 6-2                   |
| 26.    | 16 aprile 1995    | Barcelona Open, Barcellona (1)                     | Terra rossa | Magnus Larsson         | 6-2, 6-1, 6-4              |
| 27.    | 30 aprile 1995    | Monte Carlo Masters, Monte Carlo (2)               | Terra rossa | Boris Becker           | 4-6, 5-7, 6-1, 7–6(6), 6-0 |
| 28.    | 21 maggio 1995    | Internazionali d'Italia, Roma (2)                  | Terra rossa | Sergi Bruguera         | 3-6, 7–6(5), 6-2, 6-3      |
| 29.    | 11 giugno 1995    | Open di Francia, Parigi                            | Terra rossa | Michael Chang          | 7-5, 6-2, 6-4              |
| 30.    | 25 giugno 1995    | ATP St. Pölten, St. Pölten (2)                     | Terra rossa | Bohdan Ulihrach        | 6-3, 3-6, 6-1              |
| 31.    | 23 luglio 1995    | Stuttgart Open, Stoccarda (1)                      | Terra rossa | Jan Apell              | 6-2, 6-2                   |
| 32.    | 13 agosto 1995    | San Marino Open, San Marino (2)                    | Terra rossa | Andrea Gaudenzi        | 6-2, 6-0                   |
| 33.    | 27 agosto 1995    | Croatia Open Umag, Umago (3)                       | Terra rossa | Carlos Costa           | 3-6, 7–6(5), 6-4           |
| 34.    | 17 settembre 1995 | Romanian Open, Bucarest                            | Terra rossa | Gilbert Schaller       | 6-3, 6-3                   |
| 35.    | 29 ottobre 1995   | Essen Open, Essen                                  | Sintetico   | MaliVai Washington     | 7–6(6), 2-6, 6-3, 6-4      |
| 36.    | 10 marzo 1996     | Abierto Mexicano de Tenis, Città del Messico (4)   | Terra rossa | Jiří Novák             | 7–6(3), 6-2                |
| 37.    | 14 aprile 1996    | Portugal Open, Estoril (2)                         | Terra rossa | Andrea Gaudenzi        | 7–6(4), 6-4                |
| 38.    | 21 aprile 1996    | Barcelona Open, Barcellona (2)                     | Terra rossa | Marcelo Ríos           | 6-3, 4-6, 6-4, 6-1         |
| 39.    | 28 aprile 1996    | Monte Carlo Masters, Monte Carlo (3)               | Terra rossa | Albert Costa           | 6-3, 5-7, 4-6, 6-3, 6-2    |
| 40.    | 19 maggio 1996    | Internazionali d'Italia, Roma (3)                  | Terra rossa | Richard Krajicek       | 6-2, 6-4, 3-6, 6-3         |
| 41.    | 21 luglio 1996    | Stuttgart Open, Stoccarda (2)                      | Terra rossa | Evgenij Kafel'nikov    | 6-2, 6-2, 6-4              |
| 42.    | 15 settembre 1996 | Colombia Open, Bogotà                              | Terra rossa | Nicolás Lapentti       | 6(6)–7, 6-2, 6-3           |
| 43.    | 16 febbraio 1997  | Dubai Tennis Championships, Dubai                  | Cemento     | Goran Ivanišević       | 7-5, 7–6(3)                |
| 44.    | 23 marzo 1997     | Miami Open, Miami                                  | Cemento     | Sergi Bruguera         | 7–6(6), 6-3, 6-1           |

#### Finali perse (11)
| Numero | Data              | Torneo                                       | Superficie  | Avversario in finale | Punteggio                  |
| 1.     | 19 settembre 1988 | Barcelona Open, Barcellona                   | Terra rossa | Kent Carlsson        | 3–6, 3–6, 6–3, 1–6         |
| 2.     | 24 ottobre 1988   | Vienna Open, Vienna (1)                      | Sintetico   | Horst Skoff          | 6–4, 3–6, 4–6, 2–6         |
| 3.     | 3 aprile 1989     | Miami Open, Miami                            | Cemento     | Ivan Lendl           | W/O                        |
| 4.     | 30 aprile 1990    | Monte Carlo Masters, Monte Carlo             | Terra rossa | Andrej Česnokov      | 5–7, 3–6, 3–6              |
| 5.     | 7 maggio 1990     | Internazionali di Baviera, Monaco di Baviera | Terra rossa | Karel Nováček        | 4–6, 2–6                   |
| 6.     | 18 gennaio 1993   | Sydney International, Sydney                 | Cemento     | Pete Sampras         | 6(7)–7, 1–6                |
| 7.     | 25 ottobre 1993   | Vienna Open, Vienna (2)                      | Sintetico   | Goran Ivanišević     | 6–4, 4–6, 4–6, 6(3)–7      |
| 8.     | 7 agosto 1995     | Austrian Open Kitzbühel, Kitzbühel           | Terra rossa | Albert Costa         | 6–4, 4–6, 6(3)–7, 6–2, 4–6 |
| 9.     | 23 ottobre 1995   | Vienna Open, Vienna (3)                      | Sintetico   | Filip Dewulf         | 5–7, 2–6, 6–1, 5–7         |
| 10.    | 11 agosto 1997    | Cincinnati Open, Cincinnati                  | Cemento     | Pete Sampras         | 3–6, 4–6                   |
| 11.    | 13 aprile 1998    | Portugal Open, Estoril                       | Terra rossa | Alberto Berasategui  | 6–3, 1–6, 3–6              |

### Doppio

#### Vittorie (1)
| Numero | Data              | Torneo                | Superficie  | Compagno        | Avversari in finale                  | Punteggio |
| 1.     | 25 settembre 1988 | Grand Prix Bari, Bari | Terra rossa | Claudio Panatta | Francesco Cancellotti Simone Colombo | 6–3, 6–1  |

#### Finali perse (1)
| Numero | Data           | Torneo           | Superficie  | Compagno    | Avversari in finale          | Punteggio |
| 1.     | 14 agosto 1988 | ATP Praga, Praga | Terra rossa | Horst Skoff | Petr Korda Jaroslav Navrátil | 7–5, 7–6  |